# Capacete M1

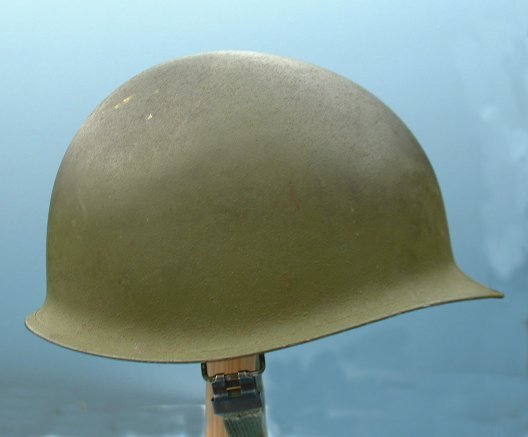
Visão lateral de um capacete M1.

O capacete M1 é um capacete de combate que as forças armadas dos EUA usaram quase inalterados de 1941 a 1985. Por meio de seu serviço na Segunda Guerra Mundial, nas guerras da Coréia e do Vietnã, ele se tornou um símbolo mundial do soldado americano. Mais de 22 milhões de capacetes M1 foram fabricados apenas durante a Segunda Guerra Mundial.
A partir de 1986 houve uma substituição gradativa pelo chamado capacete "PASGT" (Personnel Armor System for Ground Troops). Seu modelo foi adotado por vários países e dúzias de variantes foram desenvolvidas.

## História

### Antecedentes

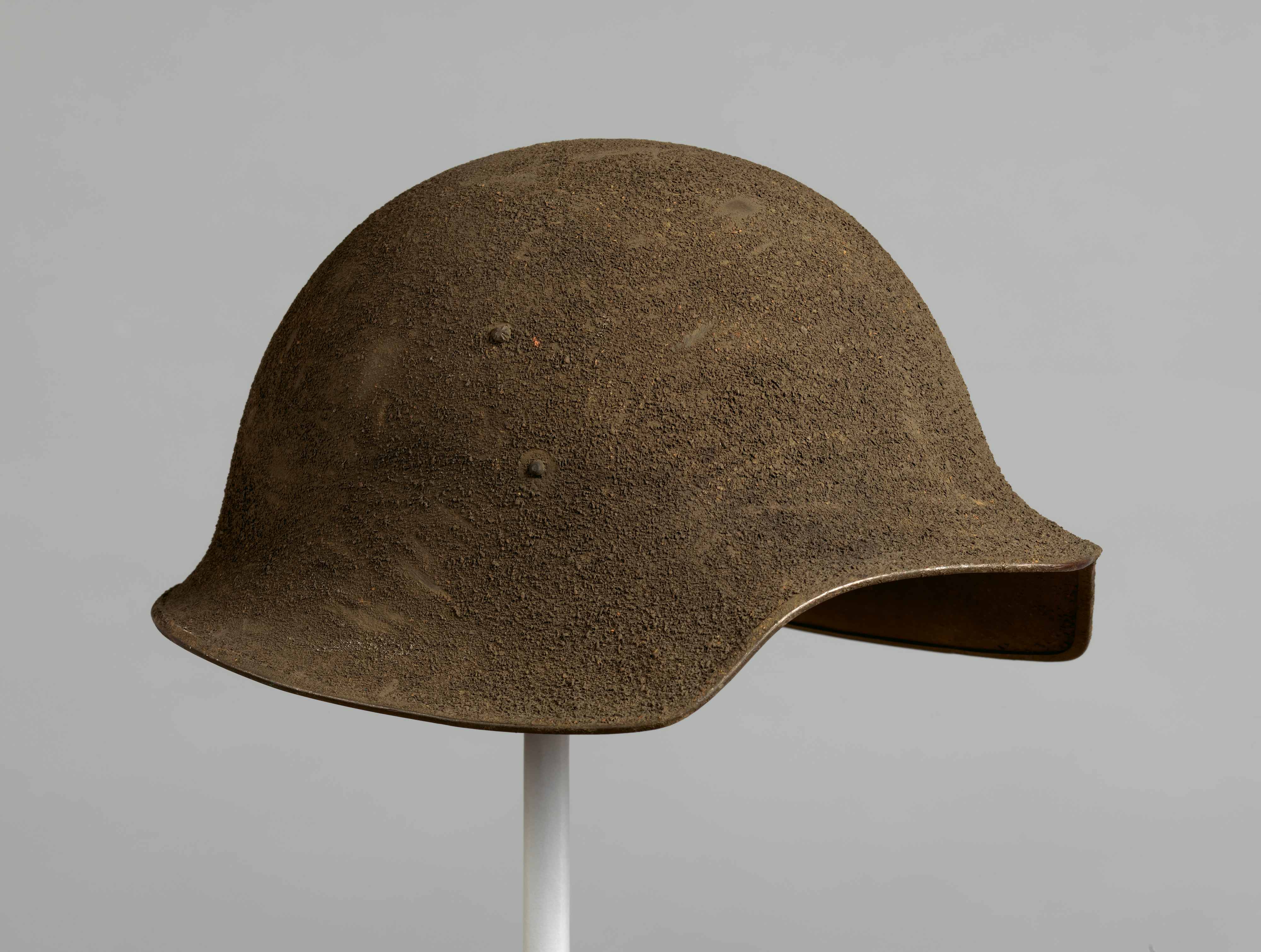
O Modelo 5 que pretendia substituir o M1917, mas que não foi adotado.

O capacete utilizado pelas forças armadas dos EUA durante a Primeira Guerra Mundial sob a designação de Capacete M1917, baseado no modelo britânico Brodie, foi desde cedo classificado como inadequado (falta de equilíbrio e proteção da cabeça contra disparos laterais). Isso rapidamente levou a demandas para o desenvolvimento de novas formas. Uma dessas formas, o Helm 5A, foi selecionada para um estudo mais aprofundado. Era uma versão mais desenvolvida do Model 5, o qual foi desenvolvido a partir do M1917, mas não foi introduzido devido à sua semelhança com os capacetes de aço alemães (M16 e M18).
Após a guerra, vários novos formatos de capacete foram testados em testes comparativos com o M1917 e capacetes de outras nações. Testes realizados entre 1924 e 1926 mostraram que, embora o 5A oferecesse melhor proteção lateral do que o M1917, era mais facilmente penetrado por cima e, em certas circunstâncias, o desenho do capacete interferia no manuseio e disparo adequados do fuzil. Em 1934, novos testes levaram à decisão de manter o M1917. Apenas o forro de couro foi alterado antes de ser adotado como M1917A1.
Durante a Segunda Guerra Mundial e a iminente entrada dos EUA neste conflito, a entretanto grave inadequação do modelo americano em comparação com a guerra "moderna" de "combate móvel em vez de guerra de trincheiras" tornou-se aparente relativamente rápido: O antigo M1917, que se destinava principalmente a proteger os soldados em trincheiras contra a queda de estilhaços e ataques corpo a corpo (por exemplo, com maças de trincheira), era inadequado na situação então presente.

### Desenvolvimento

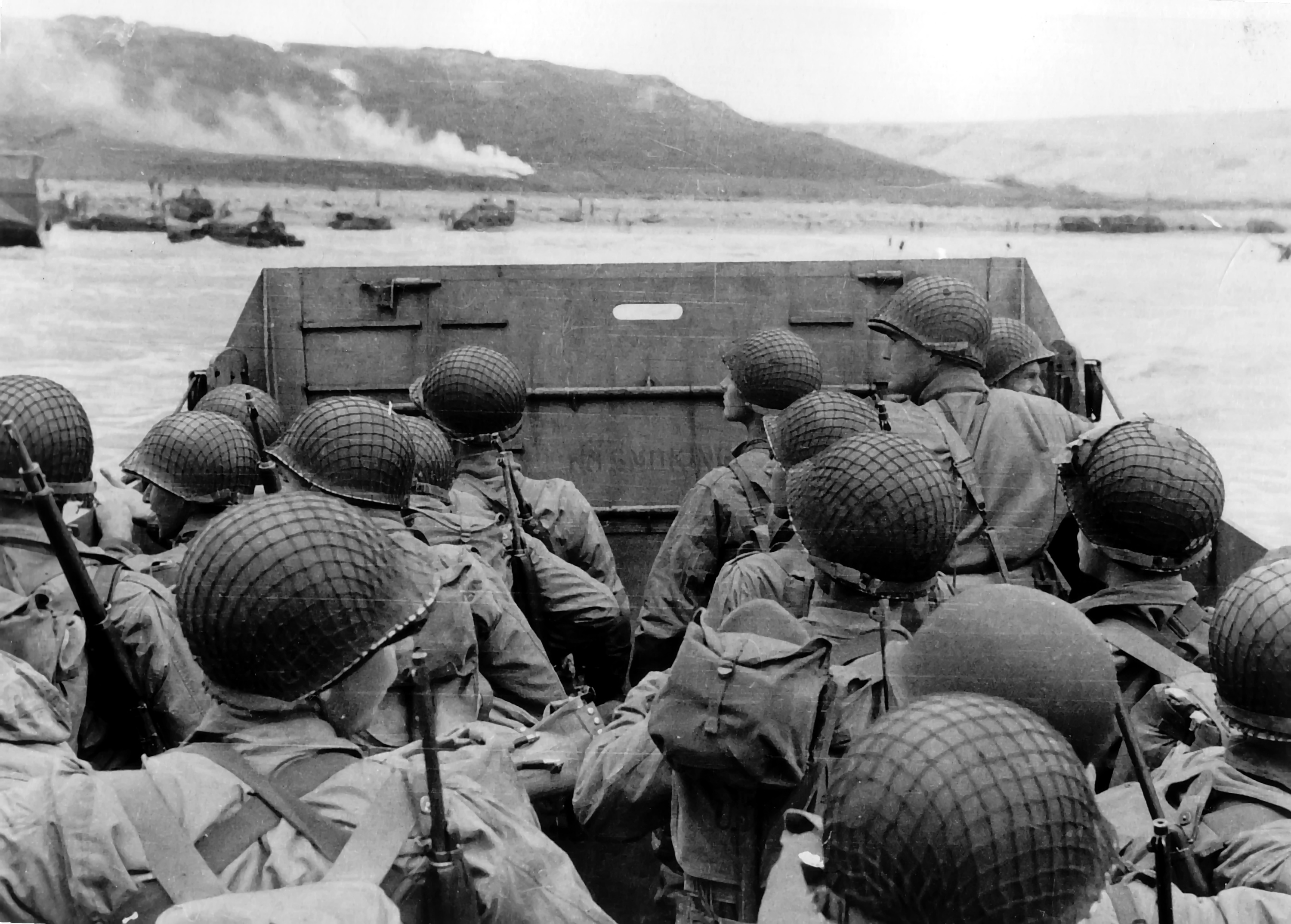
Capacetes M1 com a cobertura de malha usada na Segunda Guerra Mundial, aqui em Omaha Beach no Dia D, 6 de junho de 1944.

O resumo dos resultados dos vários testes foi o seguinte:

"...que o capacete de forma ideal é um capacete em forma de cúpula que geralmente segue o contorno da cabeça, é espaçado suficientemente e uniformemente na cabeça para evitar qualquer abaulamento e é baixo o suficiente na frente para cobrir a testa sem obscurecer a visão. As laterais devem se estender o máximo possível sem interferir no uso do fuzil ou outra arma. Ele deve chegar o mais longe possível na parte de trás da cabeça, sem que o pescoço empurre o capacete para a frente na cabeça quando o usuário estiver deitado. Os painéis frontais, os lados e a parte traseira devem ser ligeiramente flangeados para fora, para que a chuva não escorra para a abertura do colarinho." – O Conselho de Infantaria (Exército dos EUA)
Com base nisso, o departamento de desenvolvimento, liderado pelo General-de-Brigada Courtney Hodges, tomou o casco do M1917 como base do novo protótipo, encurtou a aba circundante, acrescentou um pico na frente e alongou as costas e as laterais do capacete ao redor cabeça do usuário. Designado TS-3 (Test Section No. 3), este protótipo foi construído com o que é conhecido como aço submarino e também recebeu um novo forro interno com uma alça de pescoço ajustável para evitar que o capacete balance. Os testes iniciais mostraram que o novo capacete poderia suportar um tiro de pistola .45 ACP disparado de perto, excedendo a especificação original. O TS-3 recebeu a aprovação oficial em 6 de junho de 1941 sob a designação "Helmet, Steel, M1". A produção em grande escala começou imediatamente.

## Projeto

### Capacete exterior e interior

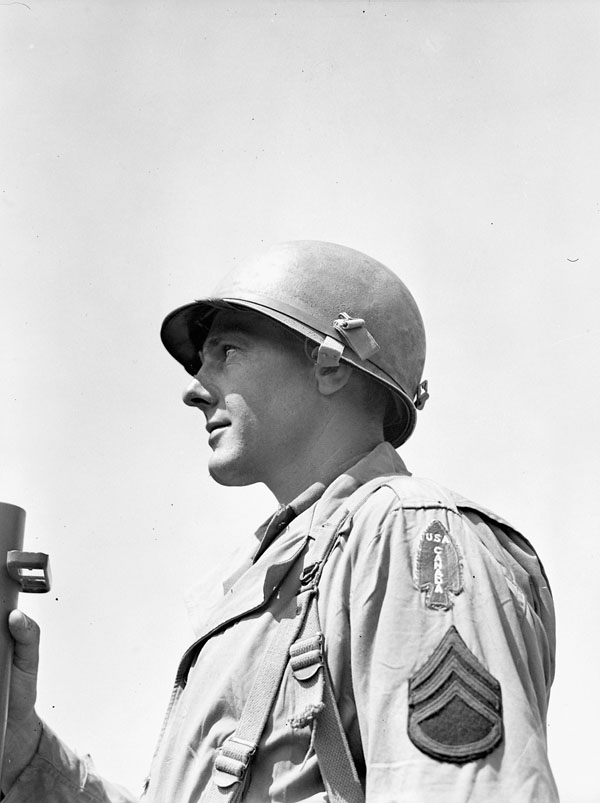
Soldado americano com o capacete M1, 1944.

Uma característica especial do M1 (e uma vantagem sobre outros conceitos) é a sua "bipartição": Consiste em um capacete externo de aço com uma tira de queixo em duas partes e um capacete interno de plástico com forro interno ajustável individualmente. Há uma segunda tira de queixo (removível) no capacete interno, que geralmente era puxada sobre o casco externa na parte de trás da cabeça para estabilização adicional dos dois componentes. Com essa construção de duas partes, não há necessidade de fazer furos no invólucro de aço do capacete para os rebites que prendem a parte interna, pois estes furos enfraqueceriam a proteção balística.
O capacete externo não pode ser usado sem o capacete interno, pois não possui "amortecimento". Por outro lado, o capacete interno também pode ser usado sem o capacete externo, mas oferece a proteção comparativamente baixa de um capacete de construção contra queda de objetos ou impactos.
Já em dezembro de 1928, o oficial do Exército dos EUA, Harold G. Sydenham, havia desenvolvido a ideia de que, sem ter que mudar a forma do capacete do tipo inglês, poderia ser incorporado um sob-capacete de papelão prensado com o acabamento embutido, de forma que permitiria que ele fosse usado independentemente do casco de aço. Mas a ideia foi arquivada. Alguns anos depois, o secretário adjunto do Departamento de Guerra, Robert P. Patterson, recuperou-a para o novo protótipo TS-3. O idealizador original, H.G. Sydenham, já promovido a major, foi contratado para desenvolver seu projeto - já com a forma do M1; o qual foi submetido a inúmeros testes em Fort Benning, na Geórgia, com resultados positivos.
O projeto de duas peças do M1 levou a alguns novos usos: quando o leme externo foi separado do leme interno, o casco poderia ser usado como uma ferramenta de entrincheiramento, martelo, pia, balde, tigela e como assento. A tigela também era usada como panela, mas isso era desencorajado, pois o calor tornava a liga de metal quebradiça. O peso dos primeiros capacetes M1 era de cerca de 1,3kg (2,85 libras), incluindo o capacete interno e a tira do queixo.
Após o fim da guerra, a produção continuou com melhorias regulares, também por causa do início da Guerra Fria: Em 1955, um ilhó foi removido da frente do capacete interno, que a partir de 1964 era feito de náilon laminado. Em 1975, um novo desenho da jugular foi introduzido. Muitos soldados usavam as tiras de queixo de tecido abertas ou enroladas na parte de trás do capacete e presas juntas.

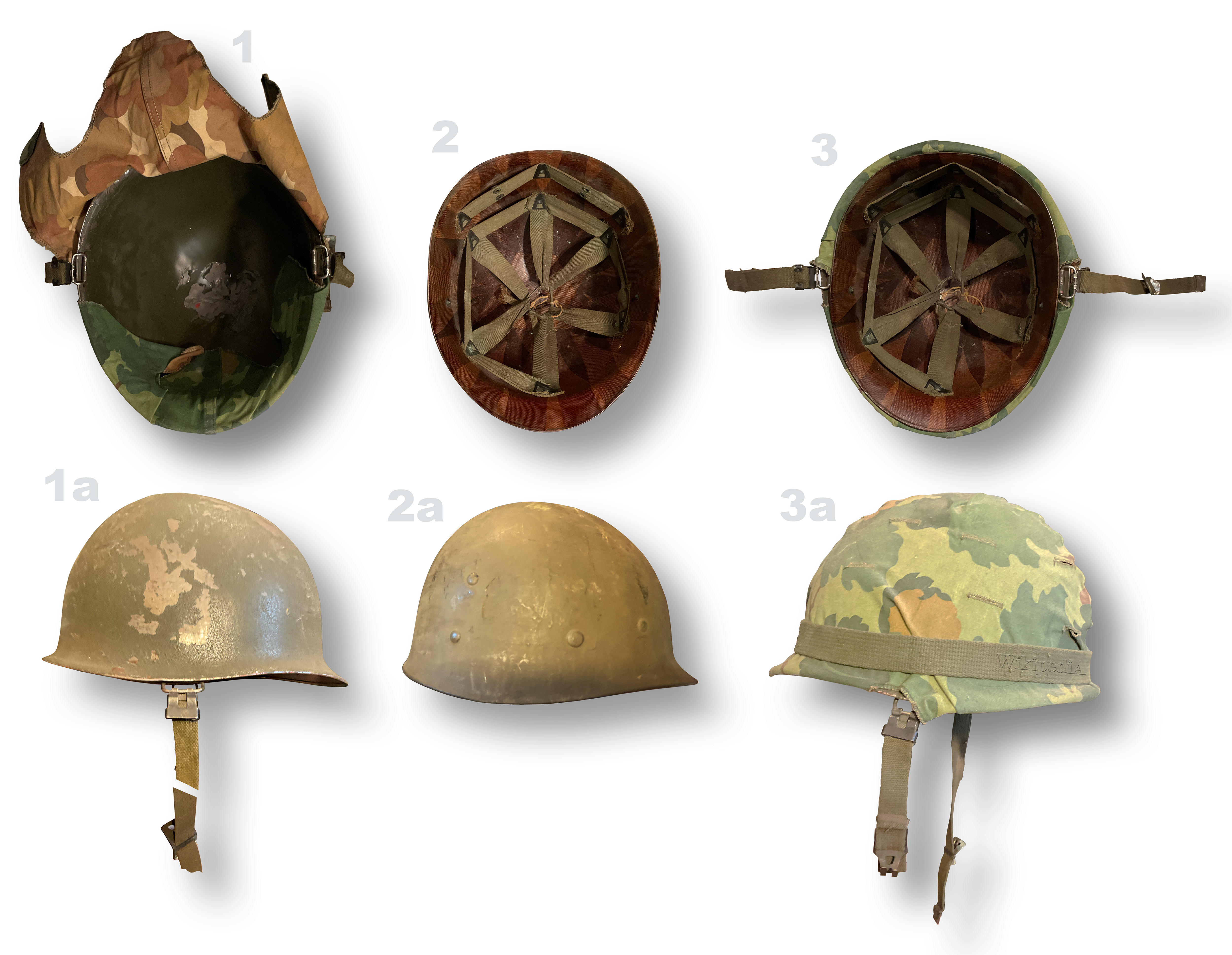
Os vários componentes do M1 (ver tabela para explicação).

| Nº | Descrição |
| -- | --- |
| 1  | Dentro do capacete externo de aço, ao qual está presa apenas a tira de queixo de duas peças. As abas da capa de camuflagem (que fixam a capa entre o capacete externo e interno) são dobradas para trás na parte superior, mostrando a versão bicolor (veja abaixo). |
| 1a | O capacete externo (lado direito / sem capa de camuflagem). Claramente reconhecível pela falta de orifícios para rebites, a cuba contínua e muito estável. |
| 2  | Vista do capacete interno feito de nylon laminado com o forro do capacete (ligeiramente danificado). As tiras de queixo de couro foram removidas aqui, mas os rebites ainda estão preservados (no meio nas laterais).                                                |
| 2a | O capacete interno (lado direito). Bem visíveis, os rebites que prendem o forro do capacete. |
| 3  | O capacete M1 completo, com o capacete externo e interno e a capa de camuflagem fixada entre os dois cascos do capacete. |
| 3a | O capacete M1 completo (lado esquerdo). As fendas na cobertura foram usadas para a fixação adicional de vegetação para camuflagem. |

## Camuflagem

### Em geral

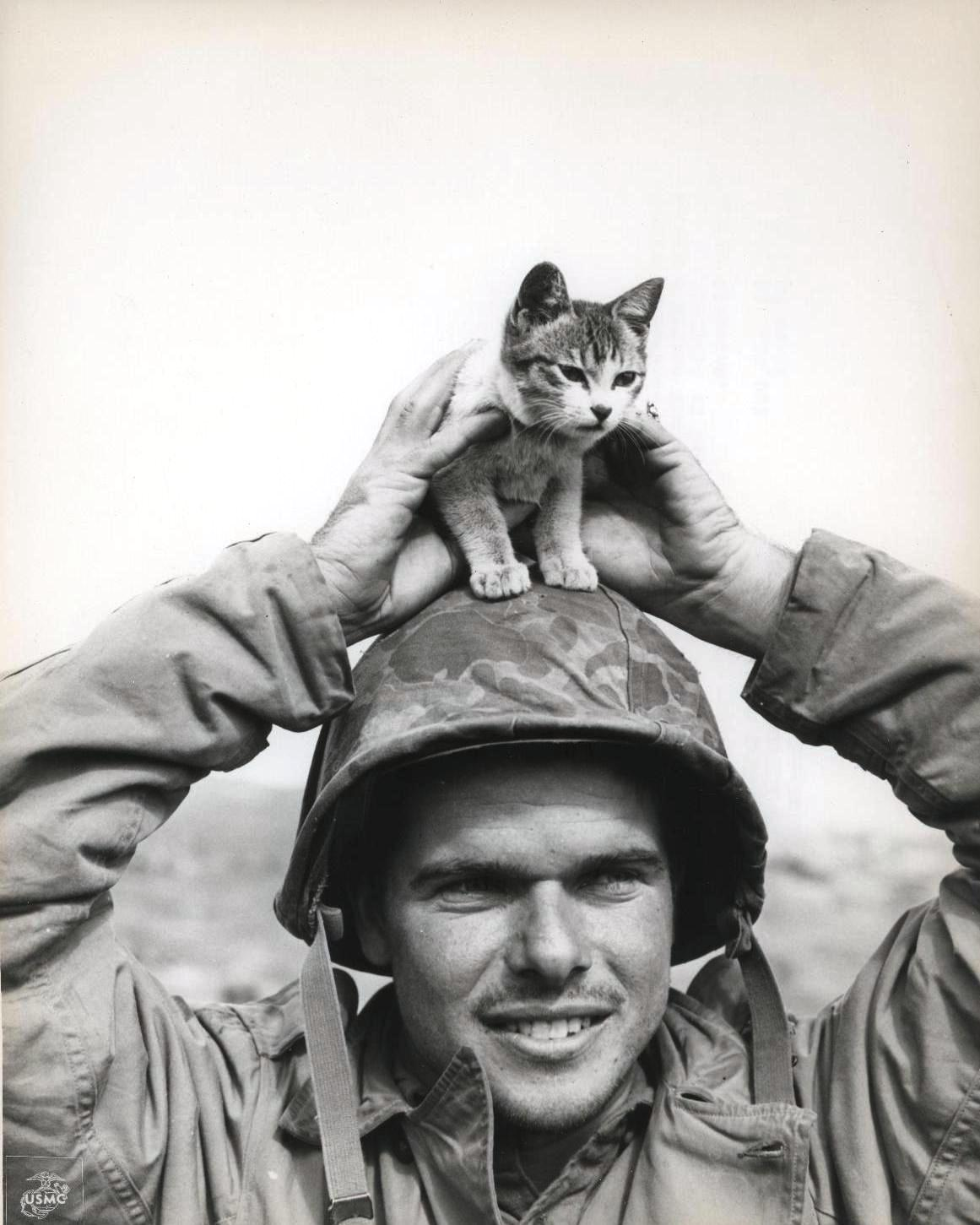
Os fuzileiros navais americanos foram os primeiros a usar capas de tecido, aqui durante a Batalha de Iwo Jima, março de 1945.

As capas do capacete eram todas feitas de duas peças semicirculares de tecido costuradas juntas para formar uma forma de cúpula que se ajustava ao formato do capacete. Elas foram presas ao capacete dobrando suas extremidades abertas no casco externo e, em seguida, colocando o capacete interno dentro, prendendo o tecido entre os dois componentes. Um elástico verde-oliva costumava ser usado ao redor do capacete, destinado a acomodar materiais de camuflagem adicionais. Inúmeras fotos sobreviveram, especialmente da Guerra do Vietnã, em que esse elástico era usado para prender “equipamentos pessoais” (pacotes de cigarros ou bandagens, repelente de insetos e também fotos particulares).

### Segunda Guerra Mundial
O Exército dos EUA inicialmente usou redes extensivamente para reduzir o brilho dos capacetes quando molhados e permitir a adição de serapilheira ou vegetação natural ao redor para fins de camuflagem. A maioria das redes foi adquirida de estoques dos exércitos britânico ou canadense ou cortada de redes de camuflagem maiores. No final de 1942, o Corpo de Fuzileiros Navais dos Estados Unidos introduziu uma capa de tecido com padrão de camuflagem de corpo inteiro para suas unidades. A capa era feita de sarja de algodão modelo espinha de peixe e apresentava um padrão "verde floresta" de um lado e um padrão "ilha de coral marrom" do outro.

### Guerra da Coréia
Nenhuma nova capa foi emitida após a Segunda Guerra Mundial e, no início da Guerra da Coréia, muitos soldados tiveram que improvisar capas feitas de sacos de areia de juta ou pano de pára-quedas. Como durante a Batalha do Bulge, os soldados na Coréia fizeram capas de capacete brancas como camuflagem em áreas com neve. Eles não foram fornecidos aos soldados, e muitos soldados simplesmente os fizeram de um pano branco, pedaço de camisa ou toalha de mesa.

### Guerra do Vietnã

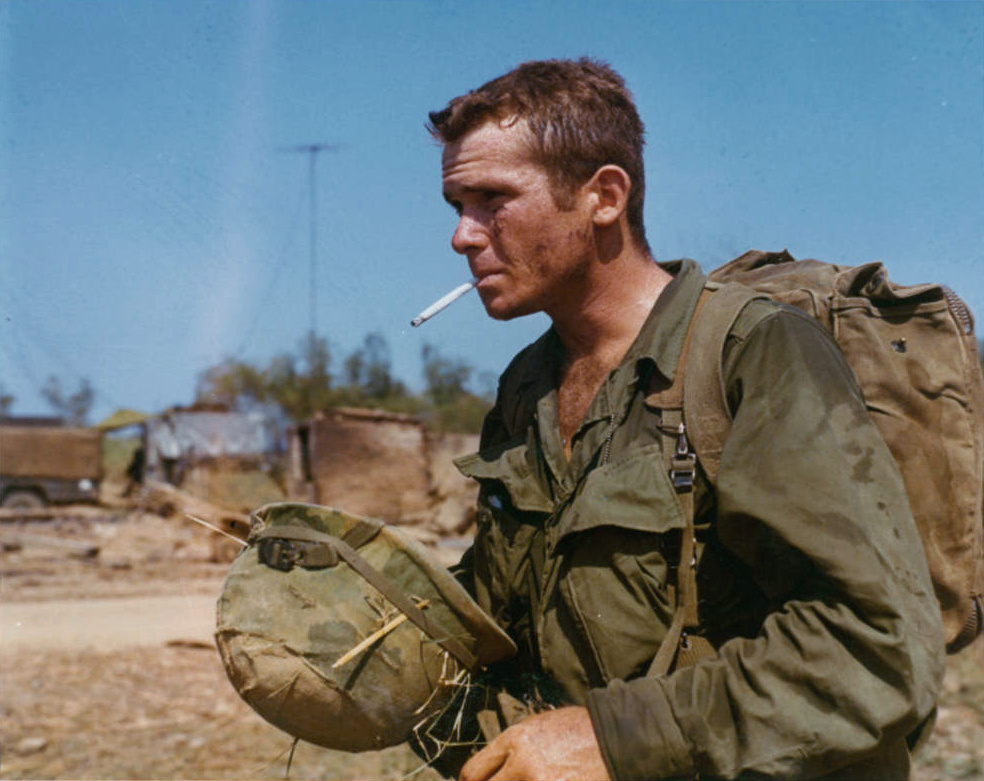
Um GI americano com seu capacete M1 no Vietnã, munido de uma banda elástica.

Em 1963, o Exército e o Corpo de Fuzileiros Navais dos EUA introduziram uma nova capa de tecido reversível chamada "Mitchell Pattern", que apresentava um padrão de folha verde de um lado e um padrão de nuvem marrom-alaranjado do outro. Este tipo era quase onipresente no Vietnã, já que foi ali que o Exército emitiu pela primeira vez o capacete coberto de pano como uma dotação geral. No Vietnã, o lado verde (“padrão de selva”) da camuflagem de tecido reversível era usado quase exclusivamente do lado de fora.

### OTAN
As capas de capacete com a camuflagem florestal Woodland, para vegetação européia, foram desenvolvidas para operações na Europa (OTAN) e, a partir do final dos anos 1970, para a "camuflagem pós-Vietnã" das forças armadas dos EUA. As sobreposições de Woodland não eram reversíveis, pois eram impressas apenas em um lado, embora existam alguns exemplos raros de camuflagens de deserto.

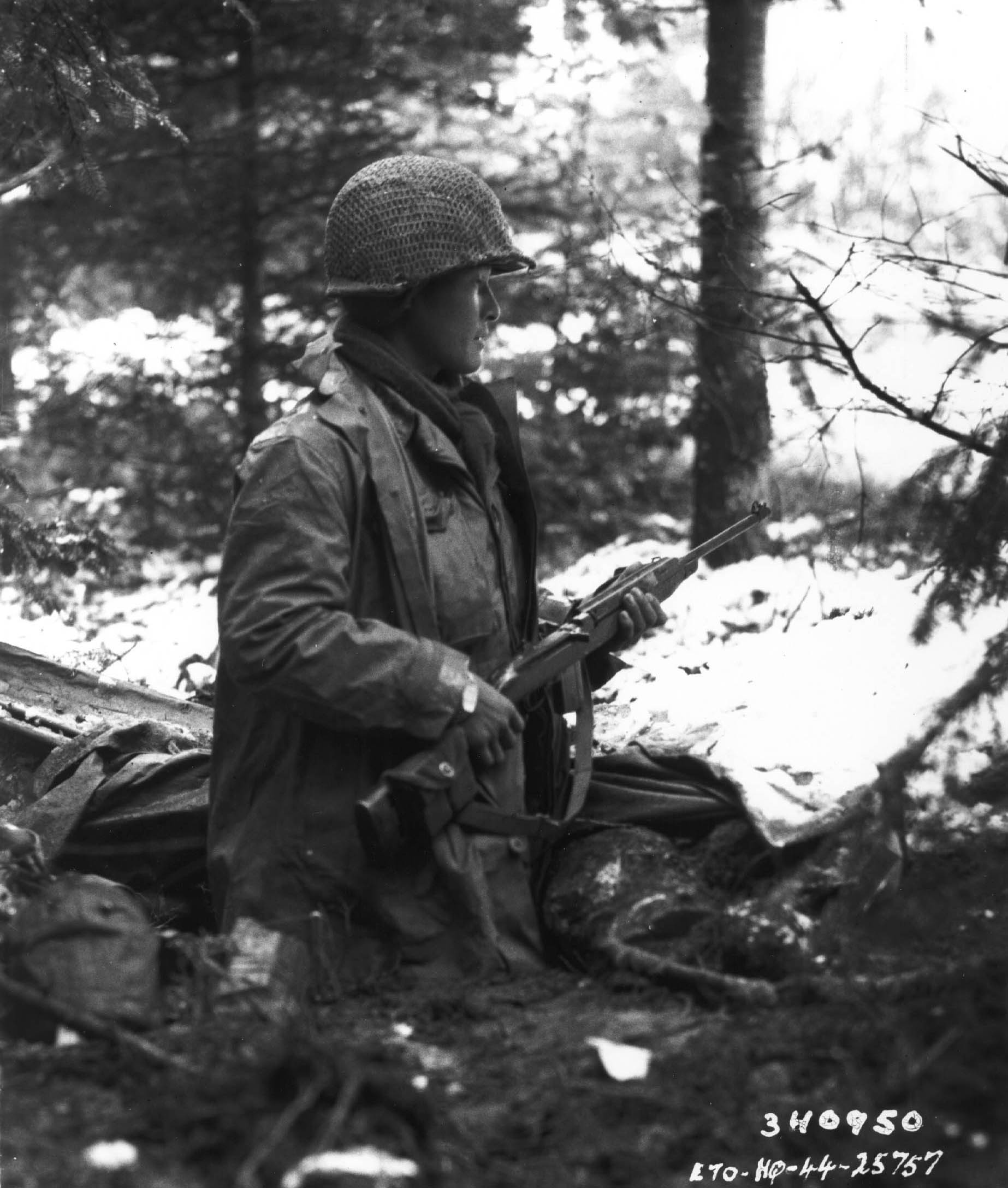
Um sargento nissei em uma toca na França, em novembro de 1944, usando uma versão da cobertura de rede com malhas mais estreitas, esta destinada principalmente a evitar que o capacete molhado brilhasse.
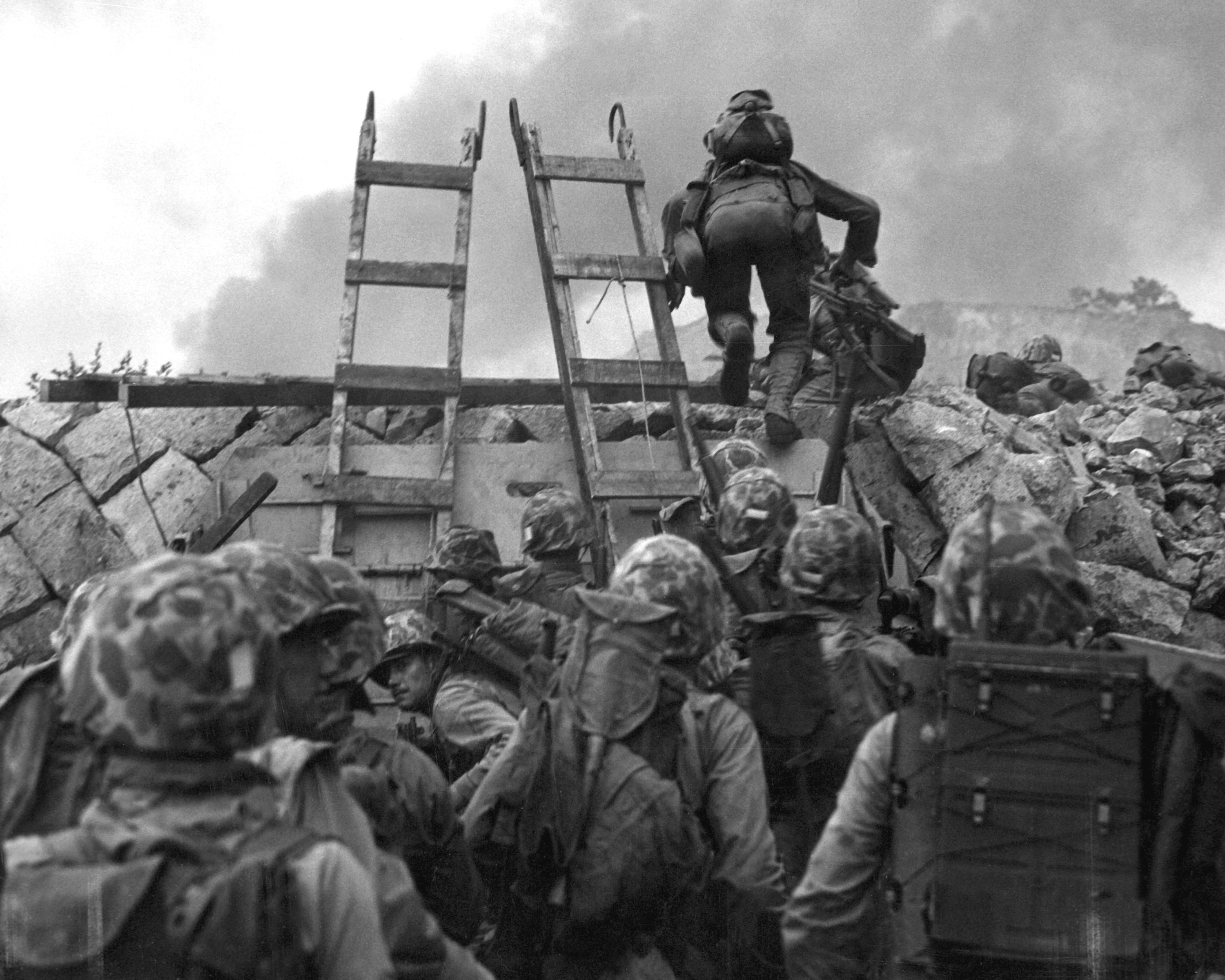
Fuzileiros navais dos EUA no desembarque de Inchon, em 15 de setembro de 1950, durante a Guerra da Coréia, com o M1 e um esquema de camuflagem ligeiramente revisado.
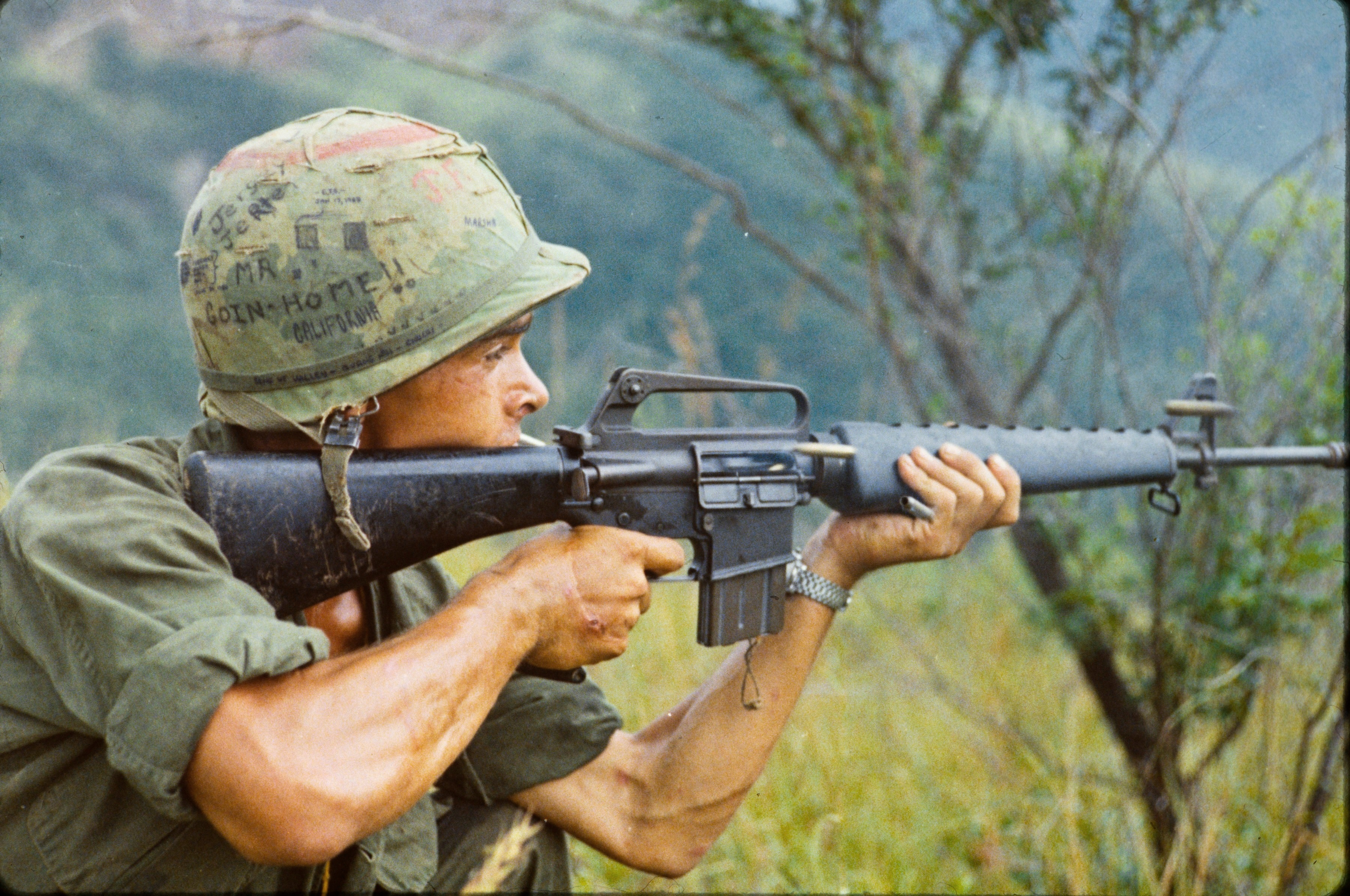
Um GI americano na província de Quang Ngai, em 8 de setembro de 1967, durante a Guerra do Vietnã, com o grafite de capacete que era muito comum na época.
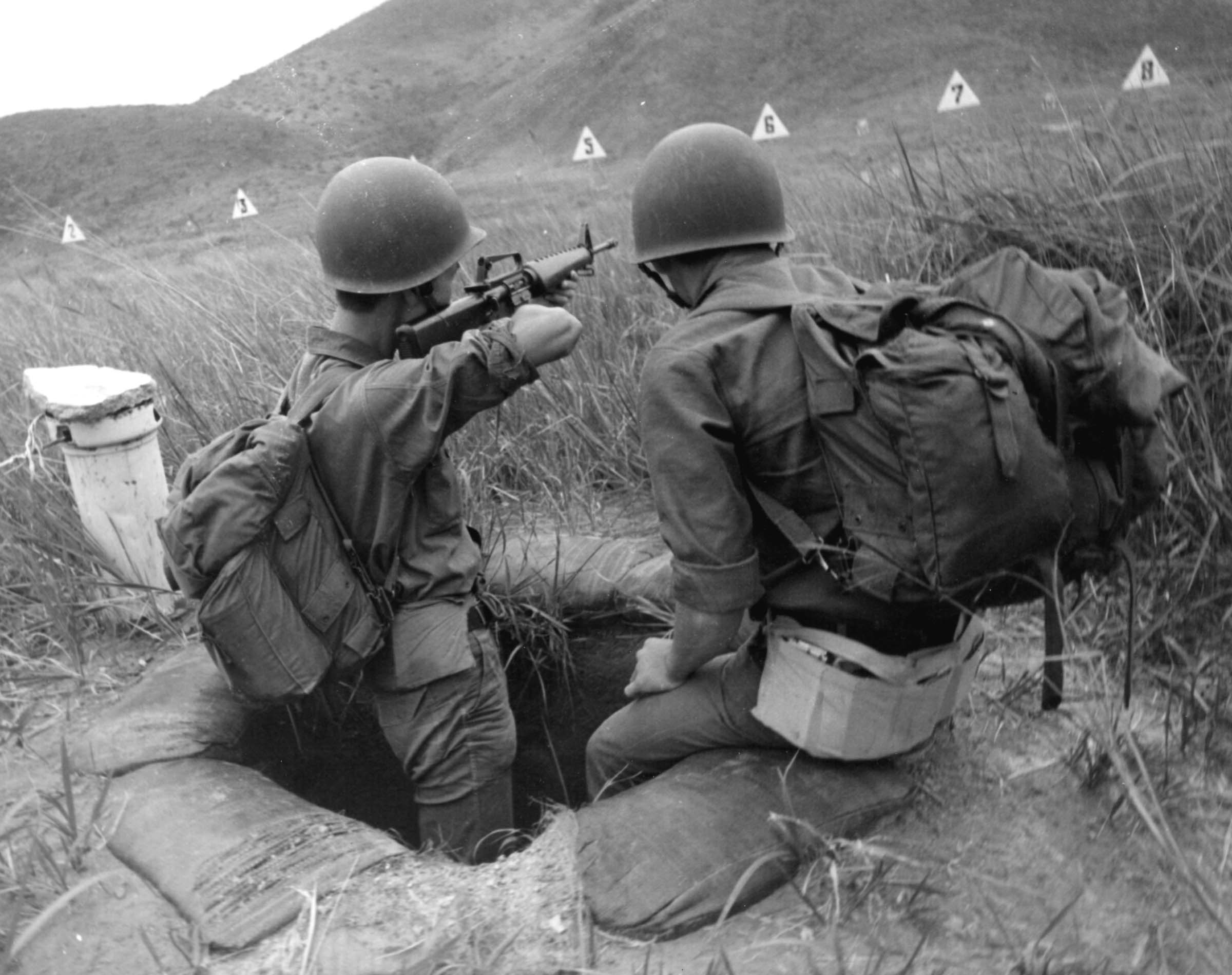
Soldados sul-vietnamitas em treinamento de tiro com o novo fuzil M16, ambos usando o capacete M1 sem camuflagem.
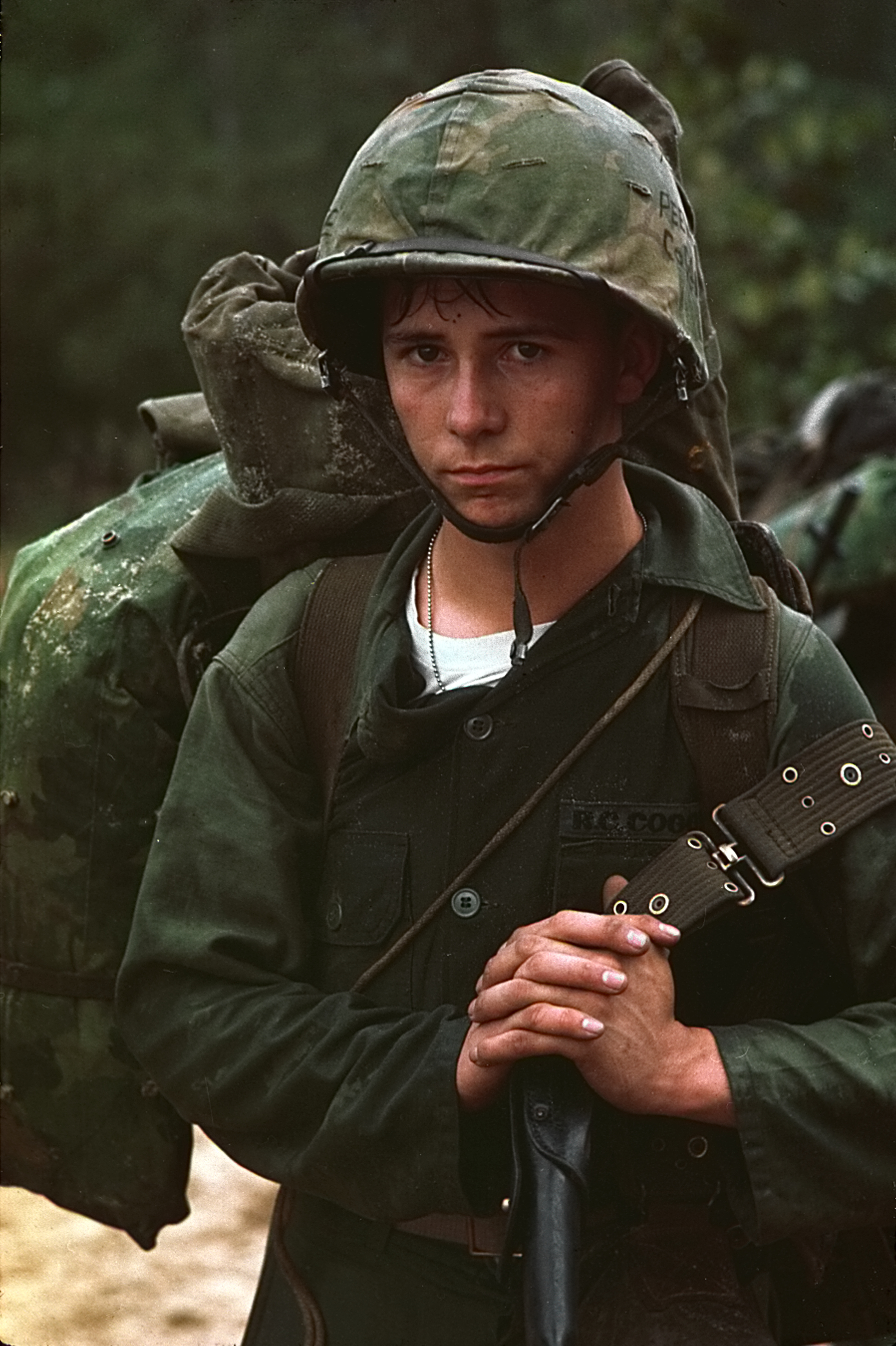
Um fuzileiro naval americano usando capacete M1 em Da Nang, no início da Guerra do Vietnã.
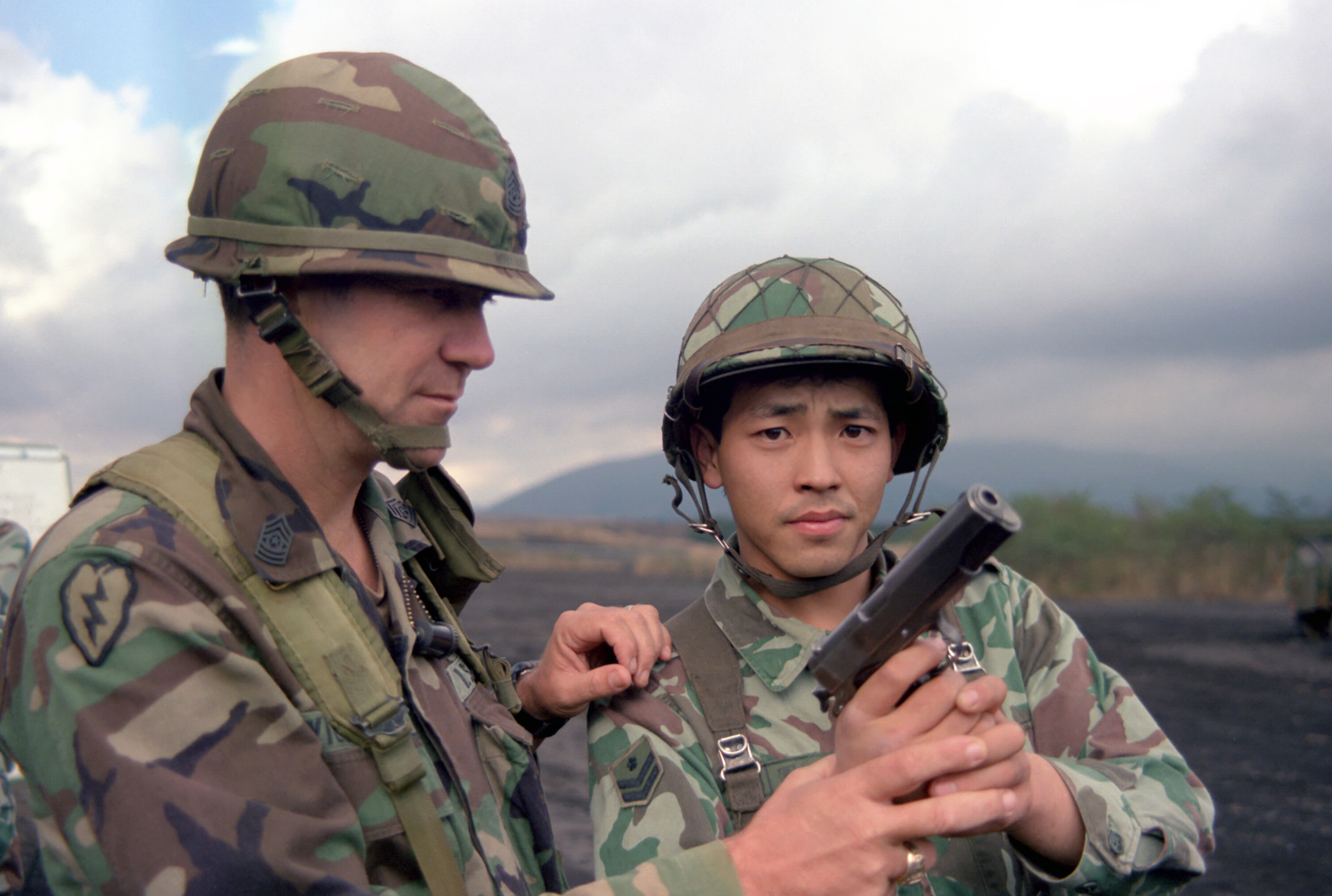
Instrutor (à esquerda) durante o exercício Orient Shield '85, em 17 de novembro de 1985, com a camuflagem Woodland em seu capacete e uniforme, a qual foi projetada principalmente para operações da OTAN.

## Variantes

### Capacete M1C

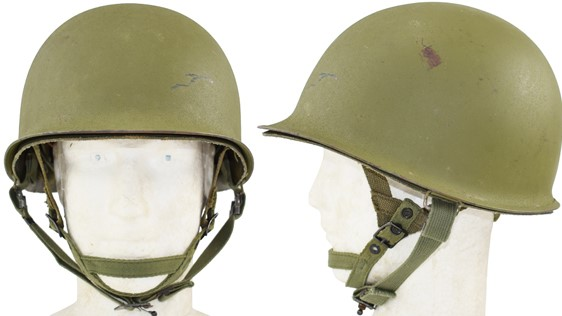
O M1C com as alças de paraquedista modificadas.

O M1C era uma variante do M1 emitido pelo Exército dos EUA especificamente para os pára-quedistas. No final da Segunda Guerra Mundial, substituiu o M2 anteriormente usado pelos paraquedistas.
Difere principalmente na fixação dos capacetes e das tiras da jugular, que fixam o capacete na cabeça com muito mais firmeza, por exemplo, ao abrir o paraquedas ou ao pousar. O capacete interno do M1C, como a maioria dos capacetes de paraquedista, tinha um conjunto adicional de tiras presas na lateral do capacete interno para permitir o uso de uma tira de queixo de quatro pontos com um copo de queixo de couro.
Apesar dessas diferenças entre o M1C e o capacete M1 padrão, o casco do M1C é virtualmente idêntico ao capacete padrão. O capacete interno de um M1C se encaixa facilmente no casco externo de qualquer capacete M1.

### Capacete USAAF M3 "Flak"

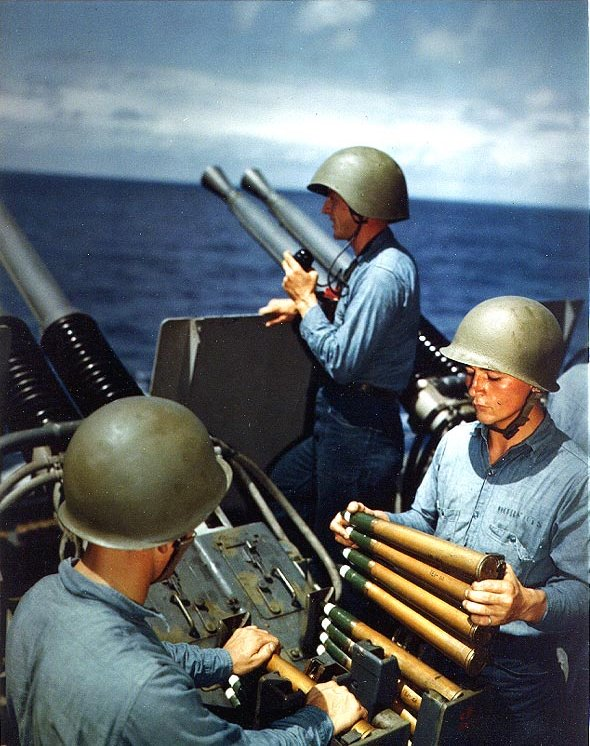
Ao fundo um marinheiro com o Mk II "Talker", à frente 2 marinheiros com o M1 regular.

O capacete M3 também é baseado no M1. Foi introduzido quando a USAAF começou a operar a partir de aeródromos na Inglaterra sobre o Reich alemão com ataques diurnos. A fim de oferecer às tripulações de bombardeiros pelo menos alguma proteção contra lesões por estilhaços em todo o corpo e na cabeça causadas por fogo antiaéreo, a Força Aérea começou a desenvolver equipamentos de proteção contra Flak. No início, a proteção da cabeça era um capacete M-1 normal, com o capacete externo de aço fortemente retrabalhado: o capacete era cortado em semicírculo nas laterais e equipado com fones de ouvido blindados e articulados, que serviam para acomodar os fones de ouvido usados pelas tripulações de vôo.

### Capacete US Navy Mk II "Talker"
O capacete MK II “Talker” é apenas remotamente relacionado ao M1. Foi emitido especificamente pela Marinha dos EUA a partir de 1942 para marinheiros que estavam postados no convés e encarregados de transmitir ordens por telefone. O novo capacete foi projetado para proteger "marinheiros de convés expostos" e ser capaz de acomodar um fone de ouvido. Além disso, o capacete deveria poder ser usado com máscara de gás e binóculos. As únicas coisas em comum com o M1 regular eram o aço manganês Hadefield, não-magnético de alta resistência, e os componentes internos do arnês do capacete. Apelidado de "USN MK-2", o capacete foi o maior capacete usado nas forças armadas dos EUA até sua aposentadoria na década de 1980.

## Eficiência

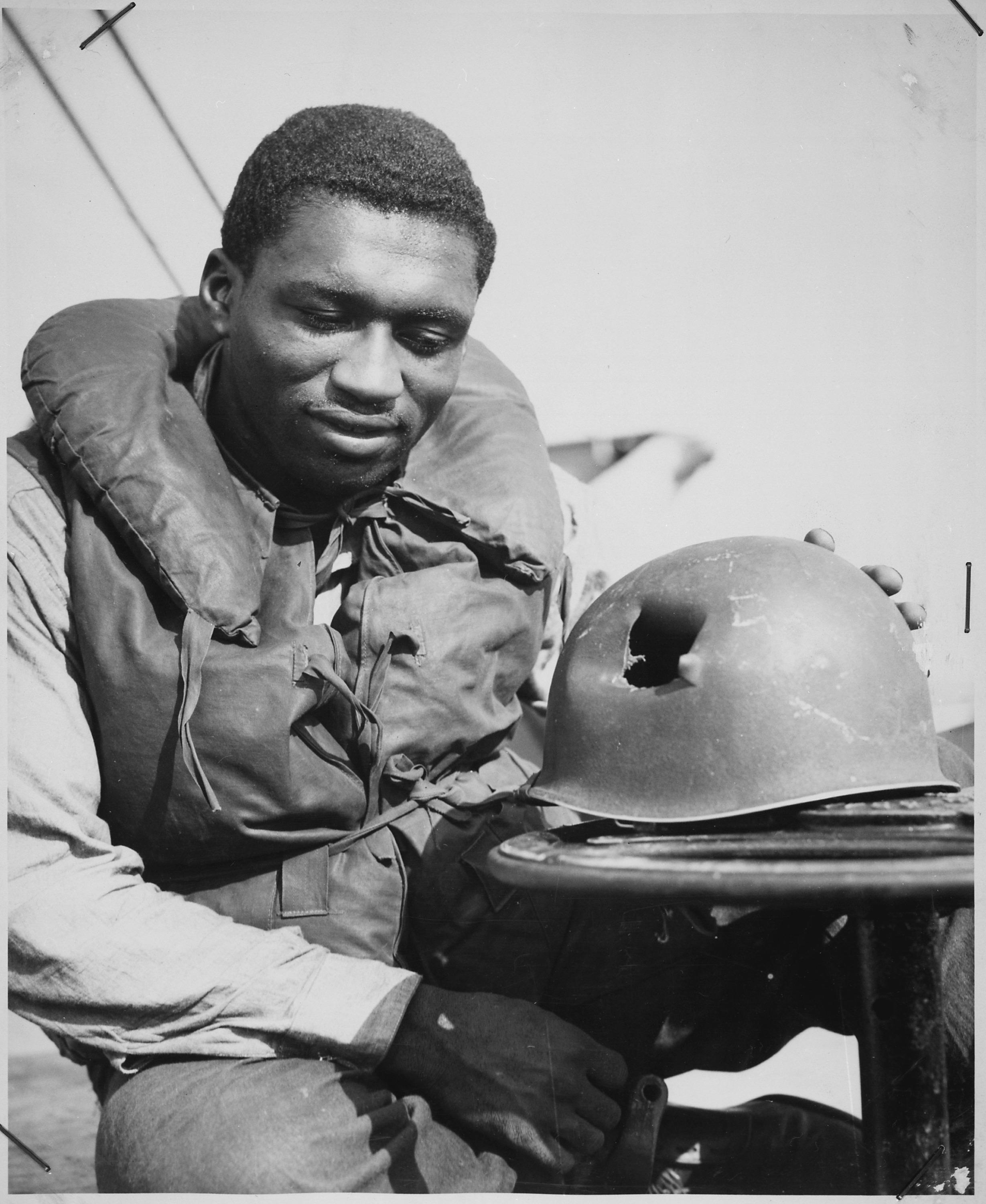
Marinheiro da Guarda Costeira americana com seu capacete destruído por estilhaços. Ele sofreu apenas ferimentos superficiais.

A análise pós-guerra dos números de baixas pelo Escritório de Pesquisa de Operações do Exército dos EUA (US Army Operations Research Office) descobriu que 54% dos acertos no capacete M1 não penetraram, e estimou-se que 70.000 soldados foram poupados da morte ou ferimentos graves por usarem o capacete M1.

## Na cultura popular
- O capacete M1 tornou-se um símbolo da presença militar americana, culminando em sua representação iconográfica no pôster promocional oficial do filme Full Metal Jacket de Stanley Kubrick (1987).
- Nos créditos de abertura do filme The Longest Day (1962), um capacete M1 de cabeça para baixo na praia desempenha um papel central na cena.

## Uso Internacional
O capacete M1 foi utilizado por vários países, principalmente por países alinhados ao Bloco Ocidental na Guerra Fria.

### Usuários Atuais
- Argentina: Utilizado por tropas de retaguarda
- Brasil: Utilizado pela Polícia do Exército, Tiros de Guerra e Polícia da Aeronáutica
- Colômbia: Utilizado pela Polícia Militar e unidades cerimoniais
- Coreia do Sul: Utiliza versão em corlon como padrão.[22]
- Índia: Fabricado localmente em polímero[23]
- Irão: Utiliza capacetes M62, fabricados da Alemanha Ocidental[24]
- Guatemala[25]
- Japão: Utiliza o capacete Tipo 66, versão sobre licença do M1, para tropas de retaguarda.[26][27]
- Panamá
- República Dominicana: Utilizado para cerimoniais
- Tailândia
- Uruguai